# Edd China

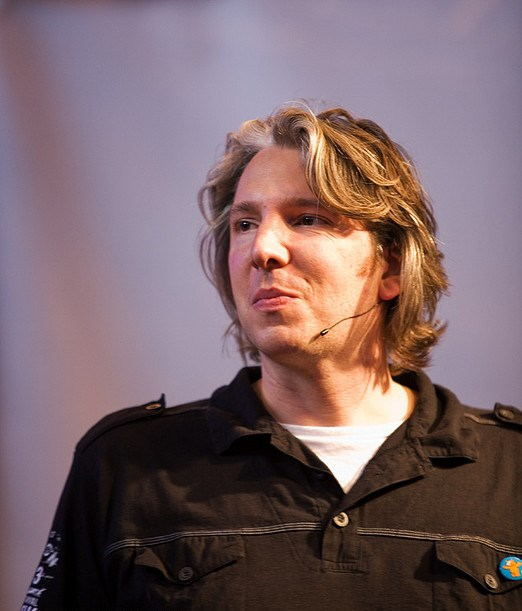
Edd China

Edward John „Edd“ China (* 9. Mai 1971 in London) ist ein englischer Moderator, Automechaniker, Motorexperte, Erfinder und Unternehmer. Er ist vor allem aus der auf DMAX ausgestrahlten Serie Die Gebrauchtwagen-Profis bekannt.

## Leben
Schon seit früher Kindheit interessierte sich Edd China für alles Mechanische. Er besuchte die King Edward’s School in Witley, Surrey, und hält ein Diplom in Engineering Product Design der London South Bank University. Bereits zu seiner Studienzeit entwickelte er das Casual Lofa, ein motorisiertes Sofa. Darüber hinaus schuf er weitere Fun-Fahrzeuge, die wie das Casual lofa Eingang in das Guinness-Buch der Rekorde fanden.

## Fernsehkarriere
In Deutschland ist Edd China vor allem als Mechaniker der Serie Die Gebrauchtwagen-Profis bekannt, in der er zusammen mit Autohändler Mike Brewer ältere Gebrauchtwagen günstig aufkauft, herrichtet und weiterverkauft. Erste Popularität erlangte er mit seinen Fun-Fahrzeugen, die ihm zahlreiche Gastauftritte bei englischen Fernsehformaten einbrachten, unter anderem auch bei Top Gear. Im Mai 2017 kündigte er wegen inhaltlicher Differenzen sein Ausscheiden bei Gebrauchtwagen-Profis an, sein Nachfolger war Ant Anstead.

## Unternehmen
Edd China erwarb 2012 in Bracknell (Berkshire) eine Autowerkstatt namens Grease Junkie Garage, die 2016 in Liquidation ging. Unter demselben Namen betrieb er bereits eine Website, die Grease Junkie und Wheeler Dealers Merchandise-Artikel verkauft, diese besteht weiter.
Seine Firma Cummfy Banana Ltd ist Hersteller der von ihm konstruierten Fun-Fahrzeuge und verleiht diese auch.

## Guinness-Weltrekorde
Die von Edd China konstruierten Fun-Fahrzeuge haben die folgenden vom Guinness-Buch der Rekorde anerkannten Bestleistungen erzielt:
| Datum         | Fahrzeug                                                 | Rekord                               | Status                                       |
| ------------- | -------------------------------------------------------- | ------------------------------------ | -------------------------------------------- |
| Oktober 1998  | Schnellstes Möbelstück „Casual lofa“                     | 140 km/h                             | überboten von Edd China (Mai 2007)           |
| November 2005 | Größter motorisierter Einkaufswagen „Trolleyshoppus Rex“ | 2,99 m × 1,80 m × 3,47 m (L × B × H) | aktueller Weltrekord                         |
| November 2006 | Schnellster Schreibtisch „Hot Desk“                      | 140 km/h                             | aktueller Weltrekord                         |
| Mai 2007      | Schnellstes Möbelstück                                   | 148 km/h                             | überboten von Perry Watkins (September 2010) |
| November 2008 | Schnellstes fahrbares Bett „Street Sleeper“              | 111 km/h                             | aktueller Weltrekord                         |
| Mai 2011      | Schnellste Kloschüssel „Bog Standard“                    | 68 km/h                              | überboten von Jolene Van Vugt (2012)         |
| April 2011    | Schnellster Schuppen „'Gone to Speed“                    | 94 km/h                              | aktueller Weltrekord                         |